# Sandra Hess
Sandra Hess (Zurigo, 27 marzo 1968) è un'attrice ed ex modella svizzera.

## Biografia
Sandra Hess ha iniziato la sua carriera come modella e negli spot televisivi quando aveva 15 anni. Dopo il diploma, si è iscritta all'Università di Zurigo per studiare legge, ma prima di terminare gli studi si trasferì negli Stati Uniti per cominciare la sua carriera di attrice.
Una volta stabilitasi a Los Angeles, ha studiato recitazione. Il suo primo ruolo fu nel 1992 nel film Il mio amico scongelato. Nel 1997 ha fatto parte del cast del film Mortal Kombat - Distruzione totale, nel ruolo di Sonya Blade. Nel 1998, ha fatto parte del cast della sesta stagione di Highlander. Dal 1998 al 2000 è il tenente Alexandra "Ice" Jensen nella serie televisiva Pensacola - Squadra speciale Top Gun.
Ha interpretato Andrea von Strucker / Viper nel film TV Nick Fury. È inoltre ha recitato nelle serie SeaQuest - Odissea negli abissi, Lois & Clark - Le nuove avventure di Superman, I viaggiatori e CSI - Scena del crimine.
Nel 2008, ha interpretato Sasha in General Hospital e nel 2010 è comparsa su Psych.
Ha sposato l'attore Michael Trucco nel luglio 2009, matrimonio celebrato in Messico.

## Filmografia

### Cinema
- Il mio amico scongelato (Encimo Man), regia di Les Mayfield (1992)
- Mortal Kombat - Distruzione totale (Mortal Kombat: Annihilation),  regia di John R. Leonetti (1997)
- Gargoyles (Gargoyle's Revenge), regia di Jim Wynorski (2004)

### Televisione
- SeaQuest - Odissea negli abissi (SeaQuest DSV) – serie TV, episodio 2x17 (1995)
- Lois & Clark - Le nuove avventure di Superman (Lois & Clark: The New Adventures of Superman) – serie TV, episodio 3x09 (1995)
- Highlander – serie TV, episodio 6x09 (1998)
- Pensacola - Squadra speciale Top Gun (Pensacola: Wings of Gold) – serie TV, 44 episodi (1998-2000)
- Nick Fury (Nick Fury: Agent of S.H.I.E.L.D.), regia di Rod Hardy – film TV (1998)
- I viaggiatori (Sliders) – serie TV, episodio 4x01 (1998)
- Titans – serie TV, episodio 1x09 (2000)
- Road to Justice - Il giustiziere (Road to Justice) – serie TV, episodi 2x08-2x19 (2001)
- Falsa identità (Face Value), regia di Michael Miller – film TV (2001)
- CSI - Scena del crimine (CSI: Crime Scene Investigation) – serie TV, episodi 4x01-4x02 (2003)
- Codice Matrix (Threat Matrix) – serie TV, episodio 1x07 (2003)
- Febbre d'amore (The Young and the Restless) – soap opera, 5 puntate (2006)
- Shark - Giustizia a tutti i costi (Shark) – serie TV, episodio 1x07 (2006)
- NCIS - Unità anticrimine (NCIS) – serie TV, 4 episodi (2006-2007)
- General Hospital – soap opera, 33 puntate (2008)
- Psych – serie TV, episodio 4x14 (2010)
- CSI: NY – serie TV, episodio 8x11 (2012)

## Doppiatrici italiane
Nelle versioni in italiano delle opere in cui ha recitato, Sandra Hess è stata doppiata da:
- Barbara De Bortoli in Pensacola - Squadra speciale Top Gun
- Isabella Pasanisi in Mortal Kombat - Distruzione totale
- Paola Majano in Falsa identità
- Paola Valentini in NCIS - Unità anticrimine
- Emanuela D'Amico in Psych
- Roberta Pellini in CSI: NY